# Circonscription électorale de Jaén
Ne doit pas être confondu avec Circonscription autonomique de Jaén.
La circonscription électorale de Jaén est l'une des cinquante-deux circonscriptions électorales espagnoles utilisées comme divisions électorales pour les élections générales espagnoles.
Elle correspond géographiquement à la province de Jaén.

## Historique
Elle est instaurée en 1977 par la loi pour la réforme politique puis confirmée avec la promulgation de la Constitution espagnole qui précise à l'article 68 alinéa 2 que chaque province constitue une circonscription électorale.

## Congrès des députés

### Synthèse
|             |       | 1977 | 1979 | 1982 | 1986 | 1989 | 1993 | 1996 | 2000 | 2004 | 2008 | 2011 | 2015 | 2016 | 04/19 | 11/19 | 2023 |
| ----------- | ----- | ---- | ---- | ---- | ---- | ---- | ---- | ---- | ---- | ---- | ---- | ---- | ---- | ---- | ----- | ----- | ---- |
| UCD         |       | 3    | 3    |      |      |      |      |      |      |      |      |      |      |      |       |       |      |
| AP & alliés |       |      |      | 2    | 2    |      |      |      |      |      |      |      |      |      |       |       |      |
| PCE         |       |      | 1    |      |      |      |      |      |      |      |      |      |      |      |       |       |      |
| PSOE        |       | 4    | 3    | 5    | 4    | 4    | 4    | 3    | 3    | 4    | 4    | 3    | 3    | 2    | 3     | 3     | 2    |
| PP          |       |      |      |      |      | 2    | 2    | 3    | 3    | 2    | 2    | 3    | 2    | 2    | 1     | 1     | 2    |
| Podemos     |       |      |      |      |      |      |      |      |      |      |      |      |      | 1    |       |       |      |
| Cs          |       |      |      |      |      |      |      |      |      |      |      |      |      |      | 1     |       |      |
| Vox         |       |      |      |      |      |      |      |      |      |      |      |      |      |      |       | 1     | 1    |
|             |       |      |      |      |      |      |      |      |      |      |      |      |      |      |       |       |      |
| Total       | Total | 7    | 7    | 7    | 6    | 6    | 6    | 6    | 6    | 6    | 6    | 6    | 5    | 5    | 5     | 5     | 5    |

### 1977
| Parti | Parti | Députés                                                                                           |
| ----- | ----- | ------------------------------------------------------------------------------------------------- |
| PSOE  |       | José Manuel Pedregosa Garrido, Alfonso Fernández Torres, Julián Jiménez Serrano, Juan Díaz Torres |
| UCD   |       | José Antonio de Simón Calvo, Emilio Muñoz Ibáñez, José Ramos Manzano                              |

- José Antonio de Simón Calvo est remplacé en novembre 1977 par Higinio Vílchez Carrasco.

### 1979
| Parti | Parti | Députés                                                                         |
| ----- | ----- | ------------------------------------------------------------------------------- |
| PSOE  |       | Miguel Boyer Salvador, José Manuel Pedregosa Garrido, Fernando Calahorro Téllez |
| UCD   |       | Julio Aguilar Azañón, Landelino Lavilla, José Sabalete Jiménez                  |
| PCE   |       | Luis Felipe Alcaraz Masats                                                      |

- Miguel Boyer Salvador est remplacé en septembre 1980 par Cándido Méndez Rodríguez.

### 1982
| Parti  | Parti | Députés |
| ------ | ----- | --- |
| PSOE   |       | Fernando Calahorro Téllez, Cándido Méndez Rodríguez, Fernando Morán López, Juan Ramón Pajares Gutiérrez, José Manuel Pedregosa Garrido |
| AP-PDP |       | Gabriel Camuñas Solís, Ramón de Villegas Villar                                                                                        |

### 1986
| Parti | Parti | Députés                                                                                               |
| ----- | ----- | --- |
| PSOE  |       | Antonio Ojeda Escobar, Andrés Pedro Calero Baena, Ramón Garrido Aguera, José Manuel Pedregosa Garrido |
| CP    |       | Félix Manuel Pérez Miyares, Gabriel Camuñas Solís                                                     |

- Antonio Ojeda Escobar est remplacé en février 1987 par Angustias María Rodríguez Ortega.

### 1989
| Parti | Parti | Députés                                                                                   |
| ----- | ----- | ----------------------------------------------------------------------------------------- |
| PSOE  |       | Angustias María Rodríguez Ortega, Rosa Conde, Tomás Cabrera Lozano, Francisco García Vico |
| PP    |       | Luis de Torres Gómez, Ramiro Rivera López                                                 |

- Ramiro Rivera López est remplacé en mars 1991 par Juan Pizarro Navarrete.

### 1993
| Parti | Parti | Députés                                                                                |
| ----- | ----- | -------------------------------------------------------------------------------------- |
| PSOE  |       | Angustias Laría Rodríguez Ortega, Rosa Conde, Felipe López García, Antonio Martín Mesa |
| PP    |       | Gabino Puche, Luis de Torres Gómez                                                     |

- Felipe López García est remplacé en juillet 1995 par Antonio Guinea de Toro.

### 1996
| Parti | Parti | Députés                                                                                  |
| ----- | ----- | ---------------------------------------------------------------------------------------- |
| PSOE  |       | María del Carmen Calleja de Pablo, María Teresa Fernández de la Vega, José Pliego Cubero |
| PP    |       | Javier Ignacio García Gómez, Gabino Puche, Luis de Torres Gómez                          |

### 2000
| Parti | Parti | Députés                                                      |
| ----- | ----- | ------------------------------------------------------------ |
| PSOE  |       | Micaela Navarro, Sebastián Quirós Pulgar, José Pliego Cubero |
| PP    |       | Cristóbal Montoro, Gabino Puche, Javier Ignacio García Gómez |

### 2004
| Parti | Parti | Députés                                                                                   |
| ----- | ----- | ----------------------------------------------------------------------------------------- |
| PSOE  |       | Micaela Navarro, María Dolores Pérez Anguita, José Pliego Cubero, Sebastián Quirós Pulgar |
| PP    |       | Cristóbal Montoro, Gabino Puche                                                           |

- Micaela Navarro est remplacée en avril 2004 par Antonia Martínez Higueras.
- Cristóbal Montoro est remplacé en juillet 2004 par Luis de Torres Gómez.

### 2008
| Parti | Parti | Députés |
| ----- | ----- | --- |
| PSOE  |       | Concepción Gutiérrez del Castillo, Francisco Reyes Martínez, Francisca Medina Teva, Sebastián Quirós Pulgar |
| PP    |       | Gabino Puche, Eugenio Nasarre Goicoechea                                                                    |

- Concepción Gutiérrez (PSOE) est remplacée en avril 2009 par María de las Mercedes Gámez García.
- Francisco Reyes (PSOE) est remplacé en septembre 2011 par Juan José Martínez Galán.

### 2011
| Parti | Parti | Députés                                                           |
| ----- | ----- | ----------------------------------------------------------------- |
| PP    |       | Elvira Rodríguez, Gabino Puche, Miguel Sánchez de Alcázar Ocaña   |
| PSOE  |       | Concepción Gutiérrez del Castillo, Gaspar Zarrías, Felipe Sicilia |

- Gaspar Zarrías (PSOE) est remplacé en juillet 2015 par María de las Mercedes Gámez García.
- Elvira Rodríguez (PP) est remplacée en septembre 2012 par José Juan Sánchez Barrera.

### 2015
| Parti | Parti | Députés                                        |
| ----- | ----- | ---------------------------------------------- |
| PSOE  |       | Micaela Navarro, Felipe Sicilia, Paz del Moral |
| PP    |       | José Enrique Fernández de Moya, Ángeles Isac   |

### 2016
| Parti   | Parti | Députés                                      |
| ------- | ----- | -------------------------------------------- |
| PSOE    |       | Micaela Navarro, Felipe Sicilia              |
| PP      |       | José Enrique Fernández de Moya, Ángeles Isac |
| Podemos |       | Diego Cañamero Valle                         |

- José Enrique Fernández de Moya est remplacé en novembre 2016 par Javier Calvente Gallego.
- Ángeles Isac est remplacée en février 2017 par María Torres Tejada.

### Avril 2019
| Parti | Parti | Députés                                                           |
| ----- | ----- | ----------------------------------------------------------------- |
| PSOE  |       | Felipe Sicilia, Laura Berja Vega, Juan Francisco Serrano Martínez |
| PP    |       | María Luisa del Moral Leal                                        |
| Cs    |       | María Ángeles Adán de la Paz                                      |

### Novembre 2019
| Parti | Parti | Députés                                                           |
| ----- | ----- | ----------------------------------------------------------------- |
| PSOE  |       | Felipe Sicilia, Laura Berja Vega, Juan Francisco Serrano Martínez |
| PP    |       | Juan Diego Requena Ruiz                                           |
| Vox   |       | Francisco José Alcaraz                                            |

### 2023
| Parti | Parti | Députés                                                 |
| ----- | ----- | ------------------------------------------------------- |
| PP    |       | María Luisa del Moral Leal, Juan Diego Requena Ruiz     |
| PSOE  |       | Juan Francisco Serrano Martínez, Ana María Cobo Carmona |
| Vox   |       | Francisco José Alcaraz                                  |

- María Luisa del Moral (PP) est remplacée le 10 janvier 2024 par María Torres Tejada.

## Sénat

### Synthèse
|             |       | 1977 | 1979 | 1982 | 1986 | 1989 | 1993 | 1996 | 2000 | 2004 | 2008 | 2011 | 2015 | 2016 | 04/19 | 11/19 | 2023 |
| ----------- | ----- | ---- | ---- | ---- | ---- | ---- | ---- | ---- | ---- | ---- | ---- | ---- | ---- | ---- | ----- | ----- | ---- |
| UCD         |       | 1    | 1    |      |      |      |      |      |      |      |      |      |      |      |       |       |      |
| AP & alliés |       |      |      | 1    | 1    |      |      |      |      |      |      |      |      |      |       |       |      |
| PSOE        |       | 3    | 3    | 3    | 3    | 3    | 3    | 3    | 3    | 3    | 3    | 1    | 3    | 3    | 3     | 3     | 1    |
| PP          |       |      |      |      |      | 1    | 1    | 1    | 1    | 1    | 1    | 3    | 1    | 1    | 1     | 1     | 3    |
|             |       |      |      |      |      |      |      |      |      |      |      |      |      |      |       |       |      |
| Total       | Total | 4    | 4    | 4    | 4    | 4    | 4    | 4    | 4    | 4    | 4    | 4    | 4    | 4    | 4     | 4     | 4    |

### 1977
| Parti | Parti | Sénateurs                                                                      |
| ----- | ----- | ------------------------------------------------------------------------------ |
| PSOE  |       | Juan José Contreras Guardia, Pedro Luis Martínez Martínez, Juan Zarrías Jareño |
| UCD   |       | Pedro Manuel Damas Rico                                                        |

### 1979
| Parti | Parti | Sénateurs                                                      |
| ----- | ----- | -------------------------------------------------------------- |
| PSOE  |       | Miguel Cobo Martín, Antonio Ojeda Escobar, Juan Zarrías Jareño |
| UCD   |       | Fernando Arenas del Buey                                       |

### 1982
| Parti  | Parti | Sénateurs                                                      |
| ------ | ----- | -------------------------------------------------------------- |
| PSOE   |       | Miguel Cobo Martín, Francisco García Vico, Juan Zarrías Jareño |
| AP-PDP |       | José Bautista de la Torre                                      |

### 1986
| Parti | Parti | Sénateurs                                                       |
| ----- | ----- | --------------------------------------------------------------- |
| PSOE  |       | Emilio Arroyo López, Francisco García Vico, Juan Zarrías Jareño |
| CP    |       | Luis de Torres Gómez                                            |

### 1989
| Parti | Parti | Sénateurs                                                                            |
| ----- | ----- | ------------------------------------------------------------------------------------ |
| PSOE  |       | José Manuel Pedregosa Garrido, José María de la Torre Colmenero, Juan Zarrías Jareño |
| PP    |       | Ramón Palacios Rubio                                                                 |

- José Manuel Pedregosa Garrido est remplacé en janvier 1992 par Encarnación Muñoz Rosa.

### 1993
| Parti | Parti | Sénateurs                                                                      |
| ----- | ----- | ------------------------------------------------------------------------------ |
| PSOE  |       | Francisco García Vico, Isidro Reverte Ortega, José María de la Torre Colmenero |
| PP    |       | Ramón Palacios Rubio                                                           |

### 1996
| Parti | Parti | Sénateurs                                                         |
| ----- | ----- | ----------------------------------------------------------------- |
| PSOE  |       | Cristóbal José López Carvajal, Fidel Mesa Ciriza, Micaela Navarro |
| PP    |       | Ramón Palacios Rubio                                              |

### 2000
| Parti | Parti | Sénateurs                                                                     |
| ----- | ----- | ----------------------------------------------------------------------------- |
| PSOE  |       | Cristóbal José López Carvajal, Fidel Mesa Ciriza, María Dolores Pérez Anguita |
| PP    |       | Ramón Palacios Rubio                                                          |

### 2004
| Parti | Parti | Sénateurs                                                             |
| ----- | ----- | --------------------------------------------------------------------- |
| PSOE  |       | Cristóbal José López Carvajal, Elena Víboras, Adoración Quesada Bravo |
| PP    |       | Ramón Palacios Rubio                                                  |

### 2008
| Parti | Parti | Sénateurs                                                                  |
| ----- | ----- | -------------------------------------------------------------------------- |
| PSOE  |       | Cristóbal José López Carvajal, José Pliego Cubero, Adoración Quesada Bravo |
| PP    |       | Miguel Sánchez de Alcázar Ocaña                                            |

### 2011
| Parti | Parti | Sénateurs                                                                        |
| ----- | ----- | -------------------------------------------------------------------------------- |
| PP    |       | José Enrique Fernández de Moya, Mariana Lorite García, Francisco Delgado Vílchez |
| PSOE  |       | Felipe López García                                                              |

- Felipe López (PSOE) est remplacé en juin 2015 par Laura Berja Vega.

### 2015
| Parti | Parti | Sénateurs                                                         |
| ----- | ----- | ----------------------------------------------------------------- |
| PSOE  |       | Laura Berja Vega, David Delgado Jiménez, Pío Rómulo Zelaya Castro |
| PP    |       | Gabino Puche                                                      |

### 2016
| Parti | Parti | Sénateurs                                                         |
| ----- | ----- | ----------------------------------------------------------------- |
| PSOE  |       | Laura Berja Vega, David Delgado Jiménez, Pío Rómulo Zelaya Castro |
| PP    |       | Gabino Puche                                                      |

### Avril 2019
| Parti | Parti | Sénateurs                                                           |
| ----- | ----- | ------------------------------------------------------------------- |
| PSOE  |       | Micaela Navarro, José Latorre Ruiz, Manuel Ángel Fernández Palomino |
| PP    |       | Francisco Javier Márquez Sánchez                                    |

### Novembre 2019
| Parti | Parti | Sénateurs                                                           |
| ----- | ----- | ------------------------------------------------------------------- |
| PSOE  |       | Micaela Navarro, José Latorre Ruiz, Manuel Ángel Fernández Palomino |
| PP    |       | Francisco Javier Márquez Sánchez                                    |

### 2023
| Parti | Parti | Sénateurs                                                                                   |
| ----- | ----- | ------------------------------------------------------------------------------------------- |
| PP    |       | Francisco Javier Márquez Sánchez, Mariola Aranda García, Francisco Javier Bermúdez Carrillo |
| PSOE  |       | José Latorre Ruiz                                                                           |